# Oscar Goerke
Oscar A. Goerke Jr. (10 de janeiro de 1883 — 12 de dezembro de 1934) foi um ciclista e medalhista olímpico estadunidense. Representou sua nação em sete eventos nos Jogos Olímpicos de Verão de 1904.